# Microrregión de Aimorés
La microrregión de Aimorés es una de las microrregiones del estado brasileño de Minas Gerais perteneciente a la mesorregión Valle del Río Doce. Su población fue estimada en 2006 por el IBGE en 149.404 habitantes y está dividida en trece municipios. Posee un área total de 8.615,114 km².

## Municipios
- Aimorés
- Alvarenga
- Concepción de Ipanema
- Conselheiro Pena
- Cuparaque
- Goiabeira
- Ipanema
- Itueta
- Mutum
- Pocrane
- Resplendor
- Santa Rita do Itueto
- Taparuba

- Datos: Q2056786